# Proctacanthus cruentus
Proctacanthus cruentus är en tvåvingeart som beskrevs av Lynch Arribalzaga 1880. Proctacanthus cruentus ingår i släktet Proctacanthus och familjen rovflugor. Inga underarter finns listade i Catalogue of Life.